# باسيفتليك
باسيفتليك هي مدينة في مقاطعة توقاد في منطقة البحر الأسود في تركيا. رئيس البلدية هو مصطفى أوزتورك (حزب الحركة القومية).